# Silent Hill ƒ
Silent Hill ƒ (サイレントヒル?) è un videogioco survival horror sviluppato da NeoBards Entertainment e pubblicato da Konami Digital Entertainment. È l'ottavo gioco principale del franchise di Silent Hill, dopo Silent Hill: Downpour (2012). Annunciato nel 2022, Silent Hill ƒ verrà pubblicato per PlayStation 5, Windows e Xbox Series X/S il 25 settembre 2025.
Ambientato durante gli anni '60 nella città immaginaria di Ebisugaoka, in Giappone, segue Hinako Shimizu, una studentessa delle superiori che naviga nella città, ora consumata dalla nebbia, mentre risolve enigmi e combatte mostri grotteschi per sopravvivere.
Poiché Konami sentiva che la serie era diventata eccessivamente occidentalizzata, gli sviluppatori si sono allontanati dalla città del Maine, dove si sono svolte la maggior parte dei giochi precedenti, e hanno impostato il gioco in Giappone per rafforzare un'identità giapponese più forte. La compagnia ha invitato Ryukishi07 a scrivere la storia e ha riportato il compositore Akira Yamaoka che aveva lavorato alla musica per diversi precedenti giochi di Silent Hill. In questo nuovo capitolo Yamaoka realizzerà soltanto le musiche del mondo nebbioso, mentre le musiche dell'Otherworld saranno composte da Kensuke Inage, famoso per aver realizzato le musiche della serie Dynasty Warrior.

## Sviluppo
Silent Hill ƒ è stato costruito attorno al concetto horror giapponese di "trovare il terrore nella bellezza", suggerendo che "quando qualcosa diventa troppo immensamente bello e perfetto, diventa profondamente inquietante". Konami arruolò lo scrittore Ryukishi07, noto per la sua visual novel Higurashi no naku koro ni, poiché credevano di aver bisogno di qualcuno che potesse "capire davvero l'essenza dell'horror giapponese". Anche se il gioco è stato concepito come una storia a sé stante, gli sviluppatori hanno incluso riferimenti ai precedenti giochi di Silent Hill.